# Просперо X-3
«Просперо X-3» (англ. Prospero X-3) — британский ИСЗ, предназначенный для исследований, связанных с разработкой спутников связи. Масса спутника составляла около 66 кг.
Является первым и единственным, запущенным Великобританией собственной ракетой-носителем Black Arrow («Чёрная стрела»), 28 октября 1971 года с австралийского полигона Вумера, принадлежавшего тогда Великобритании. До этого британские спутники запускались американским ракетами-носителями.
Это была вторая попытка орбитального запуска; в первой произошло преждевременное отключение двигателя второй ступени, и, хотя третья твердотопливная ступень отработала нормально, скорость была недостаточна для того, чтобы замкнуть виток вокруг Земли.
После запуска спутника самостоятельная космическая программа Великобритании была свёрнута. Несколько позже Великобритания прекратила участие и в совместных европейских проектах ракет-носителей.
В 2011 году было заявлено о намерении восстановить связь со спутником к 40-летию старта Prospero.